# NGC 3131
NGC 3131 est une galaxie spirale barrée située dans la constellation du Lion. NGC 3131 a été découverte par l'astronome britannique John Herschel en 1831.

## Caractéristiques
Sa vitesse par rapport au fond diffus cosmologique est de 5 425 ± 23 km/s, ce qui correspond à une distance de Hubble de 80,0 ± 5,6 Mpc (∼261 millions d'al).
La classe de luminosité de NGC 3131 est II et elle présente une large raie HI. De plus, c'est une galaxie du champ, c'est-à-dire qu'elle n'appartient pas à un amas ou un groupe et qu'elle est donc gravitationnellement isolée.
Selon la base de données Simbad, NGC 3131 est une galaxie LINER, c'est-à-dire une galaxie dont le noyau présente un spectre d'émission caractérisé par de larges raies d'atomes faiblement ionisés.
À ce jour, sept mesures non basées sur le décalage vers le rouge (redshift) donnent une distance de 71,100 ± 7,234 Mpc (∼232 millions d'al), ce qui est à l'intérieur des valeurs de la distance de Hubble. Notons cependant que c'est avec la valeur moyenne des mesures indépendantes, lorsqu'elles existent, que la base de données NASA/IPAC calcule le diamètre d'une galaxie et qu'en conséquence le diamètre de NGC 3131 pourrait être d'environ 67,7 kpc (∼221 000 al) si on utilisait la distance de Hubble pour le calculer.